# Töviskoronás tengericsillag
A töviskoronás tengericsillag (Acanthaster planci) a tengericsillagok (Asteroidea) osztályának Valvatida rendjébe, ezen belül az Acanthasteridae családjába tartozó faj.
A töviskoronás tengericsillag valóságos átok a korallszirteken, hiszen a korallok legnagyobb természetes ellensége. Ahol tömegesen felbukkan, ott egész szirteket tehet tönkre.

## Előfordulása
A töviskoronás tengericsillag a Csendes-óceán és az Indiai-óceán trópusi övébe tartozó részén él. Különösen nagy számban fordul elő az Ausztrália keleti felén elterülő Nagy-korallzátonyon.

## Megjelenése
A töviskoronás tengericsillag átmérője a kifejlett állatnál 40, olykor 60 centiméter. A karok száma 15-25. A csillag szájnyílása testének alján, középen helyezkedik el. A tengericsillag védelmét mérgező, nyálkás anyaggal bevont szúrós tüskék százai biztosítják. A tüskéket, izmai segítségével mozgatja. Szívótalpai testének központjából kiindulva sugár alakban futnak végig karjai alsó részén. Az állat ezek segítségével mászik fel a szirtre.

## Életmódja
Az állat éjjel egyedül vagy kisebb csoportokban indul táplálékkeresésre. Nagy populációsűrűség esetén nappal nagy csapatokban indul élelemszerző útra. Tápláléka kemény, szirtlakó korallokon élő puhatestű korallpolipok. Étkezés közben az állat gyomrával ráhelyezkedik a koralltelepre. Emésztősavai feloldják a korallpolipokat, így csak csupasz vázuk marad hátra.

## Ellenségei
Íjhal: Hátára fordítja a tengericsillagot, és megtámadja az állat szinte védtelen alsó részét.
Tritonkürt: Húsevő csiga, amely felhasítja a töviskoronás tengericsillag testét, és kiszívja a belsejét.
Egyes garnélafajok (Xanthidae): Az állatok ollóikkal csipkedik a töviskoronás tengericsillagot, ha megtámadja a lakóhelyül szolgáló korallt.

## Képek

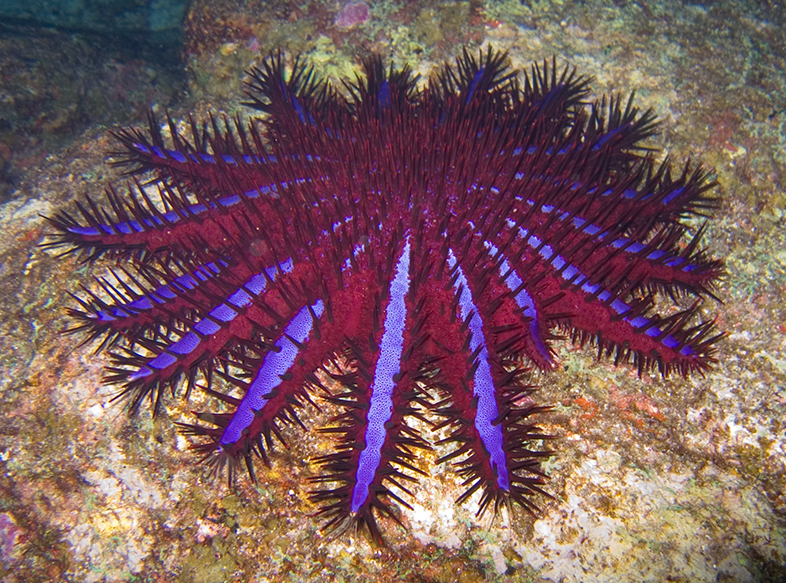
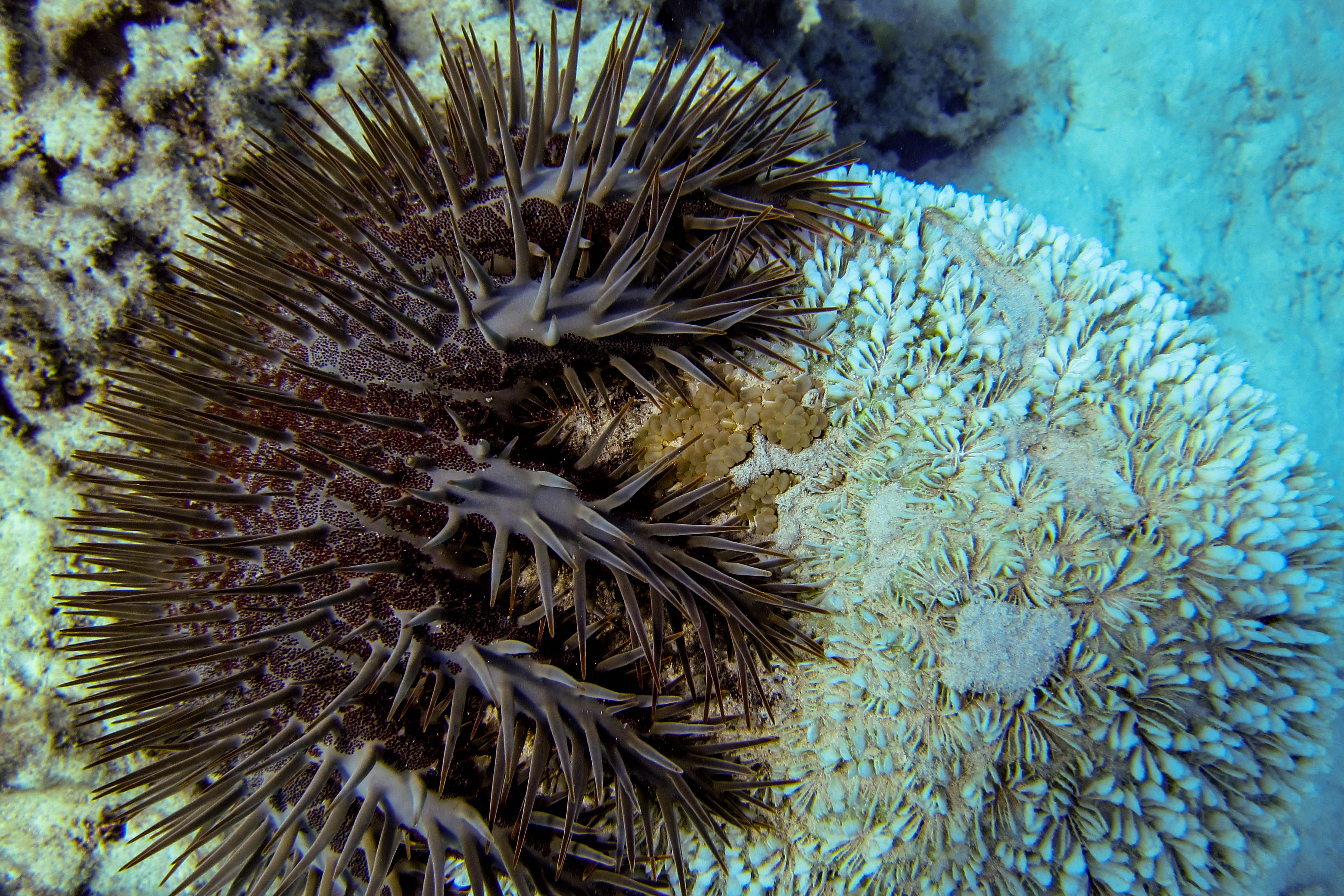
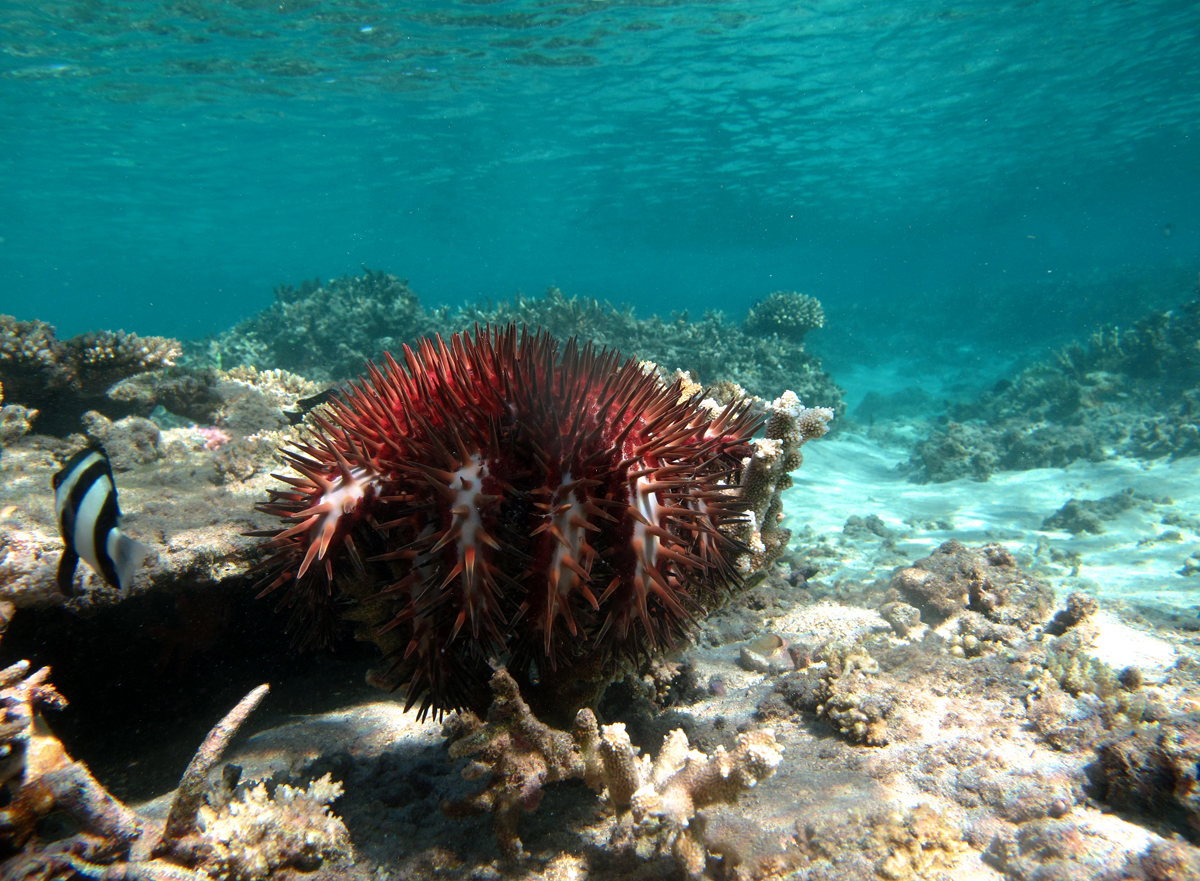
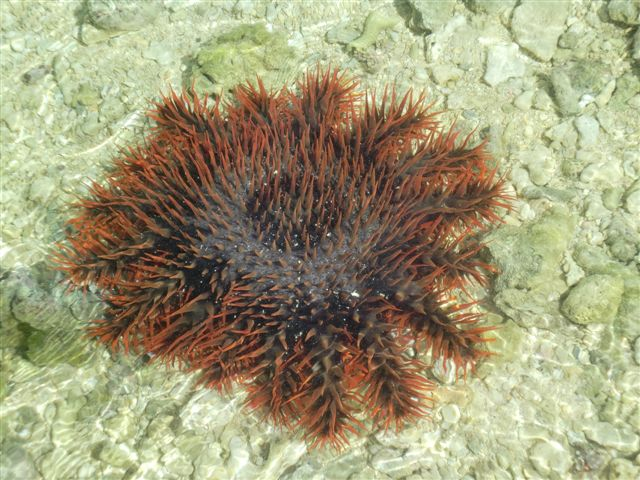
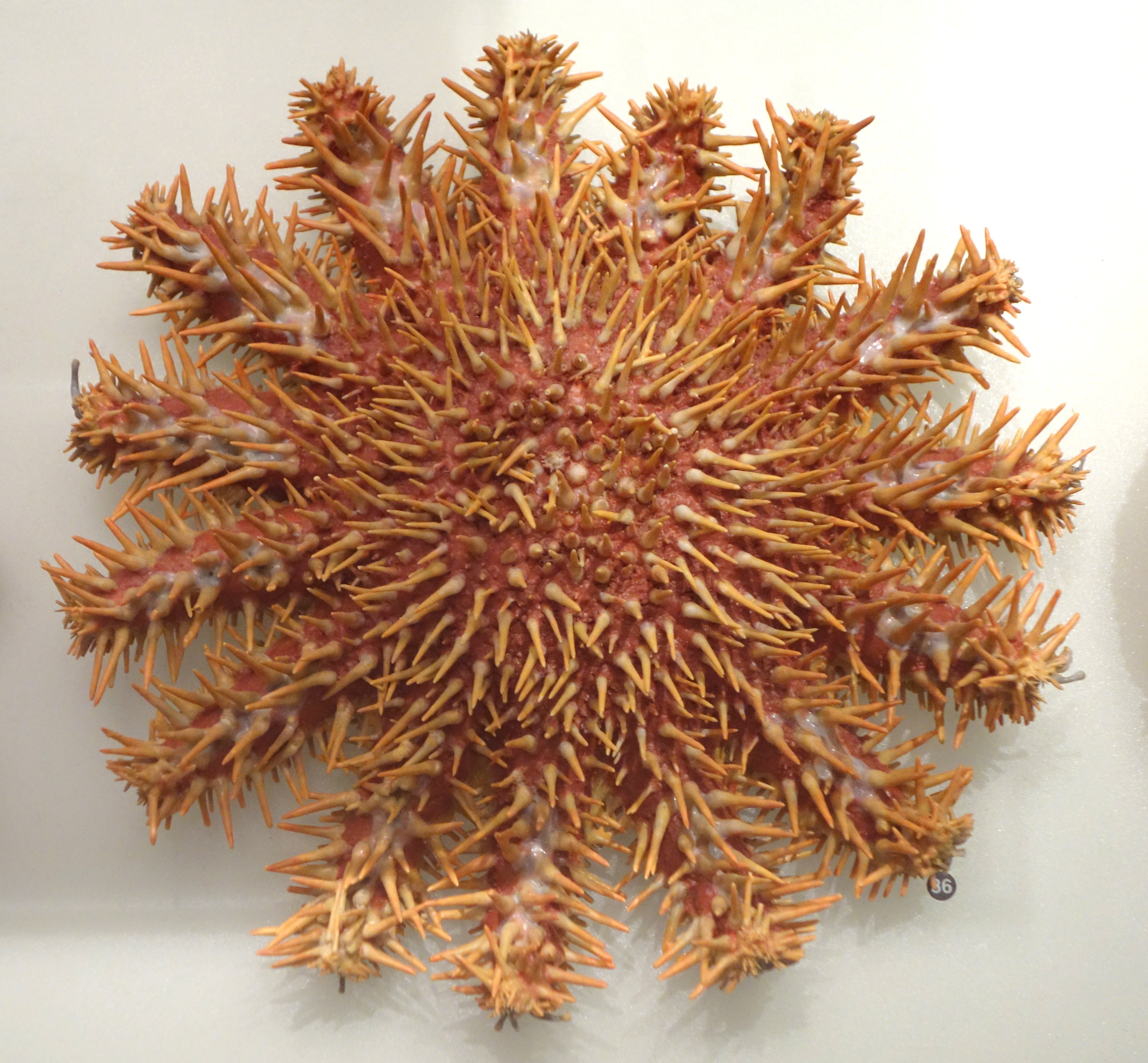

## Szaporodása
A szaporodási időszak a nyár közepén van. Az állat körülbelül 20 millió petét bocsát a vízbe. A lárvák néhány hétig planktonokként élnek a vízben, majd letelepednek, és felveszik kifejlett alakjukat. A 20 millió petéből, mindössze százan élik túl az első időszakot, és telepednek meg a tengerfenéken. A megmaradt utódokból csak egy tucat éri el az ivarérettséget.